# Festival di Sanremo 1952

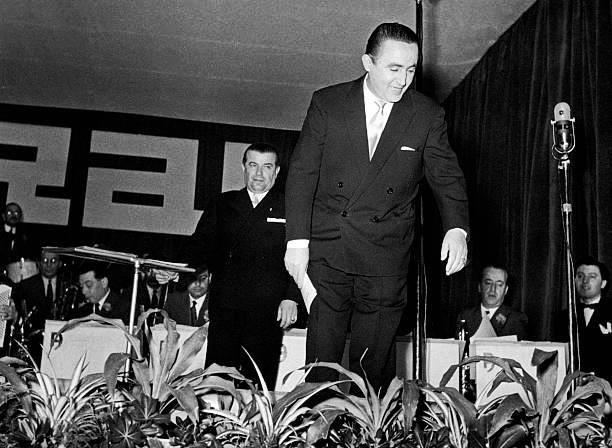
Cinico Angelini e Oscar Carboni al Festival

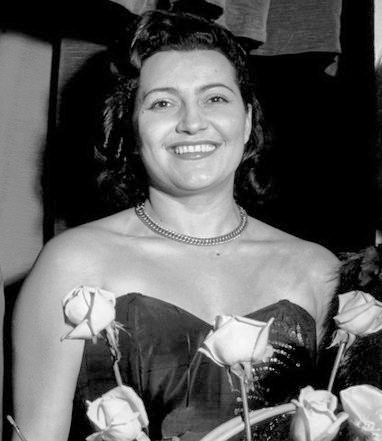
Nilla Pizzi vincitrice del festival

Il secondo Festival di Sanremo si svolse al Salone delle feste del Casinò di Sanremo dal 28 al 30 gennaio 1952 alle ore 22 con la conduzione, per la seconda volta consecutiva, di Nunzio Filogamo.
Le canzoni classificatesi ai primi tre posti, Vola colomba, Papaveri e papere e Una donna prega, furono interpretate tutte da Nilla Pizzi: anche in seguito a successive modifiche regolamentari, fu la prima e unica volta nella storia del Festival che un singolo interprete occupasse l’intero podio. Appartiene a questa edizione il primo "scandalo" della storia del Festival: il Salone delle feste del Casinò, infatti, fu teatro di una zuffa tra Gino Latilla e il maestro Cinico Angelini, scaturita dalla rivalità amorosa tra i due per Nilla Pizzi.

## Partecipanti
| Nome artista     | Ultime partecipazioni al Festival |
| ---------------- | --------------------------------- |
| Achille Togliani | 1951                              |
| Duo Fasano       | 1951                              |
| Gino Latilla     | Esordiente                        |
| Nilla Pizzi      | 1951                              |
| Oscar Carboni    | Esordiente                        |

## Classifica, canzoni e cantanti
| Posizione | Interprete                     | Canzone                         | Autori                                  | Voti ricevuti |
| --------- | ------------------------------ | ------------------------------- | --------------------------------------- | ------------- |
| 1º        | Nilla Pizzi                    | Vola Colomba                    | B. Cherubini e C. Concina               | 80            |
| 2º        | Nilla Pizzi                    | Papaveri e papere               | N. Rastelli, M. Panzeri e V. Mascheroni | 70            |
| 3º        | Nilla Pizzi                    | Una donna prega                 | Pinchi e V. Panzuti                     | 50            |
| 4º        | Oscar Carboni                  | Madonna delle rose              | G. Fiorelli e M. Ruccione               | 28            |
| 5º        | Gino Latilla                   | Un disco dall'Italia            | N. Salerno e G. D'Anzi                  | 20            |
| 6º        | Gino Latilla                   | L'attesa                        | Biri e N. Ravasini                      | 19            |
| 7º        | Oscar Carboni                  | Perché le donne belle           | A. Sopranzi e G. Fassino                | 11            |
| 8º        | Achille Togliani               | Vecchie mura                    | Filibello e P. E. Bassi                 | 7             |
| 9º        | Achille Togliani               | Libro di novelle                | L. Citi e M. Casini                     | 4             |
| 10º       | Nilla Pizzi e Achille Togliani | Nel regno dei sogni             | A. Papetti e C. A. Rossi                | 1             |
| NF        | Duo Fasano                     | Al ritmo della carrozzella      | E. L. Poletto e P. Pavesio              |               |
| NF        | Nilla Pizzi e Duo Fasano       | Buonanotte (Ai bimbi del mondo) | E. Minoretti e A. Zara                  |               |
| NF        | Oscar Carboni                  | Cantate e sorridete             | G. C. Testoni, F. Fabor e C. Donida     |               |
| NF        | Duo Fasano                     | Due gattini                     | T. Giacobetti, G. Kramer e Trinacria    |               |
| NF        | Nilla Pizzi e Duo Fasano       | Il valzer di Nonna Speranza     | G. C. Testoni e S. Seracini             |               |
| NF        | Achille Togliani               | La collanina                    | G. C. Testoni e D. Olivieri             |               |
| NF        | Gino Latilla                   | Malinconica tarantella          | G. C. Testoni e E. Ceragioli            |               |
| NF        | Nilla Pizzi                    | Ninna nanna ai sogni perduti    | P. E. Bassi, M. Panzeri e G. C. Testoni |               |
| NF        | Gino Latilla                   | Pura fantasia                   | Aminta e A. Fragna                      |               |
| NF        | Duo Fasano                     | Vecchio tram                    | G. L. Callegari                         |               |

## Storia
Il bando del concorso (che scadeva il 31 ottobre 1951) vide la partecipazione di più di 300 canzoni inviate dalle varie case editrici, selezionate dalla commissione selezionatrice (di cui facevano parte il maestro Giulio Razzi, direttore della Radio, Riccardo Morbelli, Angelo Nizza e Pier Bussetti, direttore del Casinò di Sanremo) e ridotte a venti.
I primi cinque giornalisti della prima sera raggiunsero la ragguardevole cifra di quindici nella seconda. Vennero introdotte anche le giurie esterne, raggruppate nelle sedi Rai sparse per l'Italia.
La canzone vincente, Vola colomba interpretata da Nilla Pizzi, è un brano dedicato al ritorno di Trieste all'Italia, ma la canzone di maggior successo sarà la seconda classificata, Papaveri e papere, scritta da Mario Panzeri che, raccontando dei papaveri alti alti alti delinea una metafora dei potenti di fronte a cui i poveri, nati paperini, non possono fare nulla. Questa canzone, anch'essa eseguita dalla Pizzi (con Mario Bosi a imitare la voce di Paperino), sarà poi incisa anche da Bing Crosby, Eddie Costantine, Yves Montand e Beniamino Gigli, diventando così il primo successo internazionale di una canzone sanremese.
Nel 2007 è stata pubblicata in due CD dalla Twilight Music su licenza della Rai nella collana Via Asiago 10 (TWI CD AS 07 33) tutta la trasmissione radiofonica del festival.

## Regolamento
Vengono presentate 10 canzoni per sera, per i primi due giorni. Al termine di ogni serata il pubblico vota e decide quali sono le cinque canzoni che hanno accesso alla finale e quali vengono eliminate. Durante la terza sera ha luogo la finale, in cui il pubblico vota per decidere la canzone vincitrice.

## Premi
- Vincitore 2º Festival di Sanremo: Nilla Pizzi con Vola Colomba
- Podio – secondo classificato 2º Festival di Sanremo: Nilla Pizzi con Papaveri e papere
- Podio – terzo classificato 2º Festival di Sanremo: Nilla Pizzi con Una donna prega

## Orchestra
Orchestra Della canzone diretta dal maestro Cinico Angelini, e composta da:
- Mario Maschio: batteria
- Luigi Casasco: contrabbasso
- William Galassini: pianoforte
- Michele Ortuso: chitarra
- Giovanni D'Ovidio: tromba
- Mario Pezzotta: trombone
- Emilio Daniele: violino, sax tenore
- Quirino Spinetti: vibrafono
- Mario Bosi: fisarmonica, voce di Paperino in Papaveri e papere

## Trasmissione dell'evento
| Area   | Rete              |
| ------ | ----------------- |
| Italia | Secondo Programma |

## Organizzazione
- Rai
- Casinò di Sanremo